# 오이틴

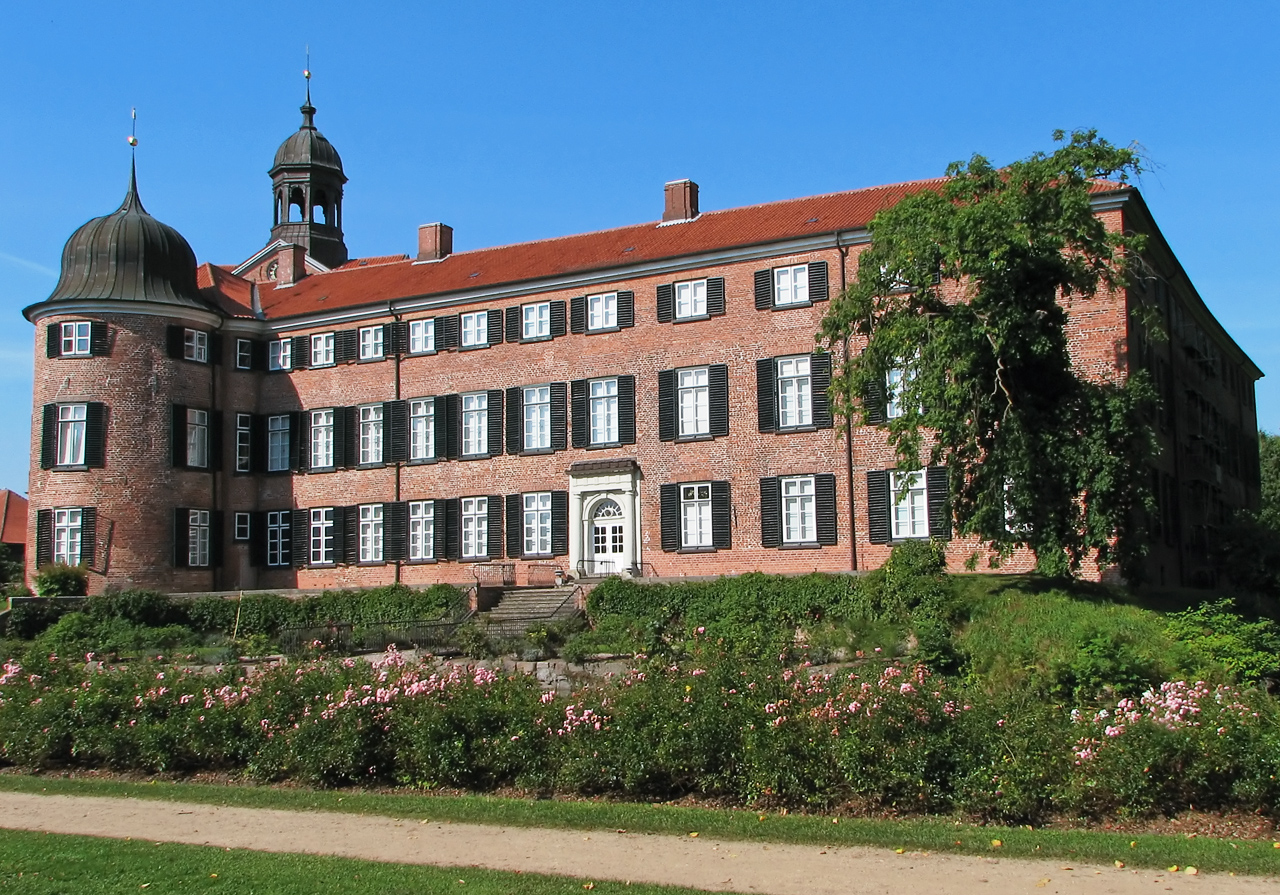
오이틴 성

오이틴(독일어: Eutin)은 독일 슐레스비히홀슈타인주에 위치한 도시로 면적은 41.4km2, 높이는 33m, 인구는 16,979명(2015년 12월 31일 기준), 인구 밀도는 410명/km2이다.
오이틴이라는 이름은 7세기부터 8세기 사이에 이 곳에서 형성된 서슬라브족의 거주지인 우틴(Utin)에서 유래된 이름이다. 12세기에는 이 곳에 정착한 네덜란드인들에 의해 마을이 형성되었다. 1156년에는 시장 도시 지위를 부여받았고 1257년에는 도시 지위를 부여받았다. 신성 로마 제국 시대에는 제국자유도시 칭호를 받았으며 1803년에 세속화되기 이전까지는 뤼베크 주교구의 지배를 받았다. 독일의 작곡가인 카를 마리아 폰 베버의 출생지이기도 하다.

시 문장
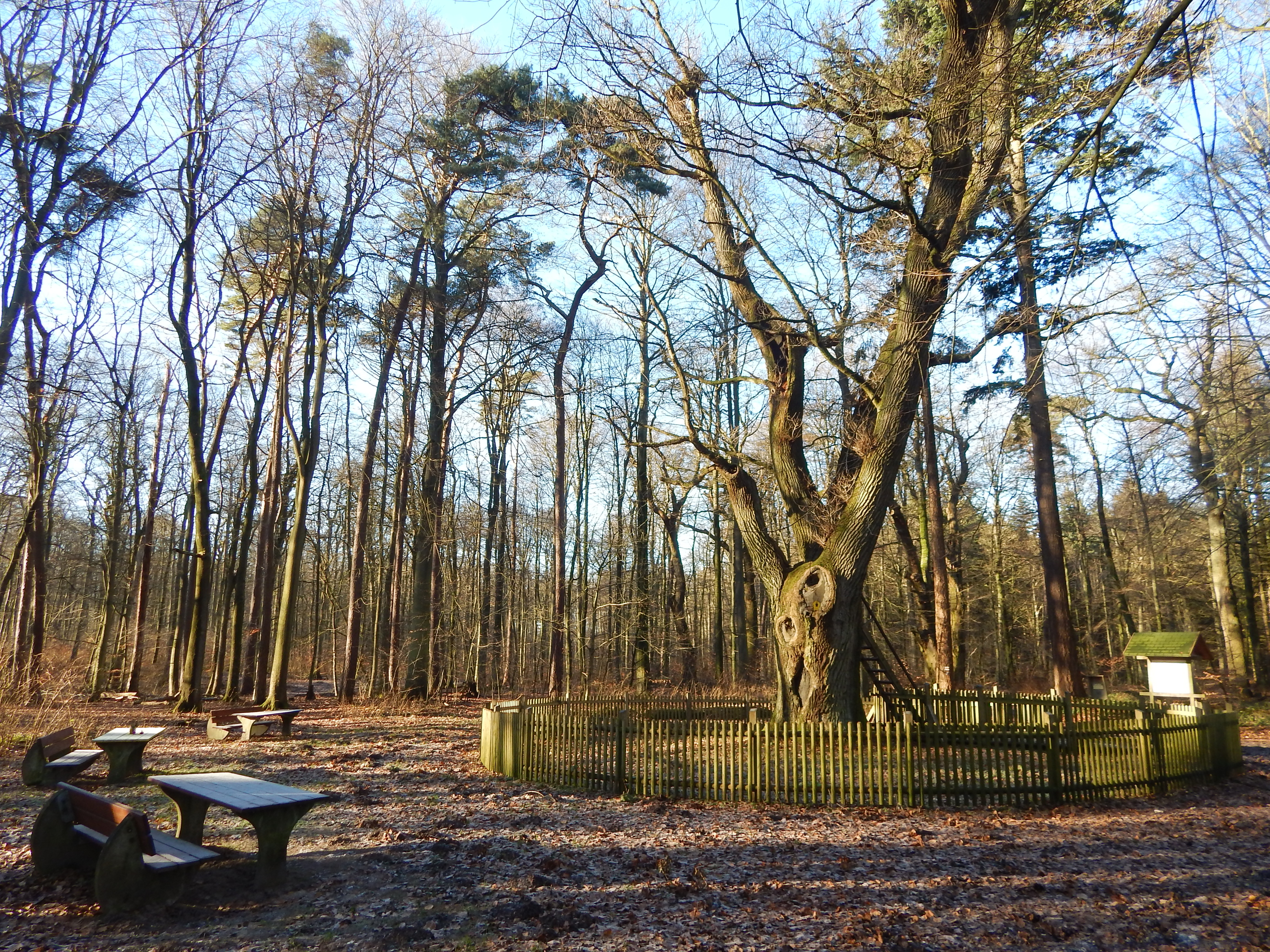
Bräutigamseiche